# AMC Networks International Southern Europe
AMC Networks International Southern Europe é uma empresa e distribuidora de televisão por cabo ibérica que pertence à AMC Networks International.  
Foi a partir de 2018 que a antiga AMC Networks International Ibéria foi renomeada AMC Networks International Southern Europe com a junção de França e Itália ao grupo.   
Em 2020 nasceu um novo canal para o grupo, embora produzido pela Dreamia, o Casa e Cozinha chegou em exclusivo NOS e atualmente está disponível em três operadoras nacionais a NOS, Vodafone e mais recentemente a MEO. O canal foca-se em programas de lifestyle, decoração e culinária e também tem conteúdos nacionais.  
A 1 de outubro de 2020 foi lançado o serviço de streaming Acorn TV em Portugal (substituindo o SundanceTV on demand) nas operadoras NOS e MEO, com um custo de 2,99€ mensais. A Acorn TV especializa-se num catálogo composto por séries de drama, mistério e comédia britânica de primeira linha, provenientes do Reino Unido, Austrália, Nova Zelândia, Irlanda e Canadá.
Em 2021 a AMCNISE chegou a acordo com a Hearst para assumir o controlo da totalidade do capital do The History Channel Iberia. Com a aquisição dos 50% detidos pela Hearst, a operação passa a ser detida na totalidade pela AMC Networks International, que assume as rédeas da produtora e distribuidora dos canais de documentários História, Crime+Investigação e Blaze.

## Canais transmitidos para Portugal
- AMC (Disponível em HD)
- Canal Hollywood, através da Dreamia (50% da  AMC Networks International Southern Europe, 50% da NOS)(Disponível em HD)
- Odisseia (Disponível em HD)
- Canal Panda (Disponível em HD), através da Dreamia (50% da AMC Networks International Southern Europe, 50% da NOS)
- Biggs (Disponível em HD), através da Dreamia (50% da AMC Networks International Southern Europe, 50% da NOS)
- Panda Kids (Disponível em HD), através da Dreamia (50% da AMC Networks International Southern Europe, 50% da NOS)
- Casa e Cozinha, através da Dreamia (50% da AMC Networks International Southern Europe, 50% da NOS)(Só transmite em HD)(exclusivo NOS)
- História
- AMC Crime
- AMC Break

### Canais extintos
- MOV
- Sundance TV
- JimJam (exclusivo MEO)
- CBS Reality (exclusivo MEO)

## Canais transmitidos para Espanha
- AMC
- AMC Break
- AMC Crime
- ¡BUENVIAJE!
- Canal Cocina (HD/4K)
- Canal Hollywood
- Odisea (HD/4K)
- Dark
- Decasa (HD/4K)
- Historia
- Selekt
- Somos
- Sundance TV
- VinTV
- XTRM

### Canais extintos
- Kitz
- PachaTV
- CineStar
- Buzz Negro
- Extreme Sports Channel
- Canal 18
- Cinematk
- Bio.
- KidsCo
- MGM
- Natura
- Buzz Rojo
- A&E
- Canal Panda (HD)
- Sol Música
- EnFamilia

## Serviço de Streaming em Portugal
- Acorn TV (disponível na NOS e MEO)

## Serviços de Streaming na Espanha
- Acorn TV
- AMC+
- Historia y Actualidad
- Planet Horror
- El Gourmet
- Real Crime

## Acordo EspañaTV
Em 2019 a AMCINSE e Atresmedia Internacional chegaram a um acordo com a Altice Portugal para em conjunto distribuírem um “pack de 7 canais” espanhóis de grande audiência para expandir a uma audiência internacional, neste caso na MEO. A AMCNISE distribui 4 e a Atresmedia 3.
A 30 de junho de 2022 os canais deixaram de estar presentes na grelha da MEO, juntamente com os canais JimJam e CBS Reality.

#### Canais AMC Networks International Southern Europe
- Decasa
- Canal Cocina
- Sol Música
- Somos

#### Canais Atresmedia
- Atrescine
- Atreseries
- Antena 3 Internacional